# Geschichte des Landkreises Cuxhaven
Die Geschichte des heutigen Landkreises Cuxhaven seit 1885:

## Kaiserreich
Nach einer fast zwei Jahrzehnte dauernden Übergangsphase wurde in der preußischen Provinz Hannover, dem ehemaligen 1866 annektierten Königreich Hannover, am 1. April 1885 eine Kreisverfassung eingeführt. Die Kreise ersetzten die hannoverschen Ämter, die zum großen Teil bereits in der Mitte des 19. Jahrhunderts ihre Rechtspflege verloren hatten. Von Ausnahmen abgesehen, hatten sie aber immer noch die gesamte öffentliche Verwaltung in der unteren Instanz inne.
Der Übergang wurde mit einiger Rücksicht auf örtliche historische und landschaftliche Gegebenheiten vorgenommen. Der preußische Kreis Hadeln war z. B. identisch mit dem hannoverschen Amt Otterndorf vor 1866, das wiederum identisch mit dem lauenburgischen Land Hadeln vor 1689 war. Der Kreis Hadeln und der Kreis Lehe (im Kern das alte Land Wursten, Amt Dorum und der nördliche Teil des Amtes Lehe) waren zusammen praktisch deckungsgleich mit dem Gebiet des alten Archidiakonats Hadeln-Wursten vor der Reformation. Im Osten des heutigen Landkreises umfasste der Kreis Neuhaus an der Oste das Amt Neuhaus und das Amt Osten mit der Börde Lamstedt (diese war bis 1859 Teil des Amtes Bremervörde gewesen). Im Süden wurde der Kreis Geestemünde aus den südlichen Teilen des Amtes Lehe und dem größten Teil des bisherigen Amtes Hagen gebildet. Diese vier preußischen Kreise bilden zusammen mit dem hamburgischen Amt Ritzebüttel, die Rechtsvorgänger des heutigen Landkreises Cuxhaven. Daneben blieb die vom Kreis Lehe umgebene bremische Exklave Bremerhaven bestehen sowie die vom Kreis Geestemünde umgebene oldenburgische Exklave Landwürden.

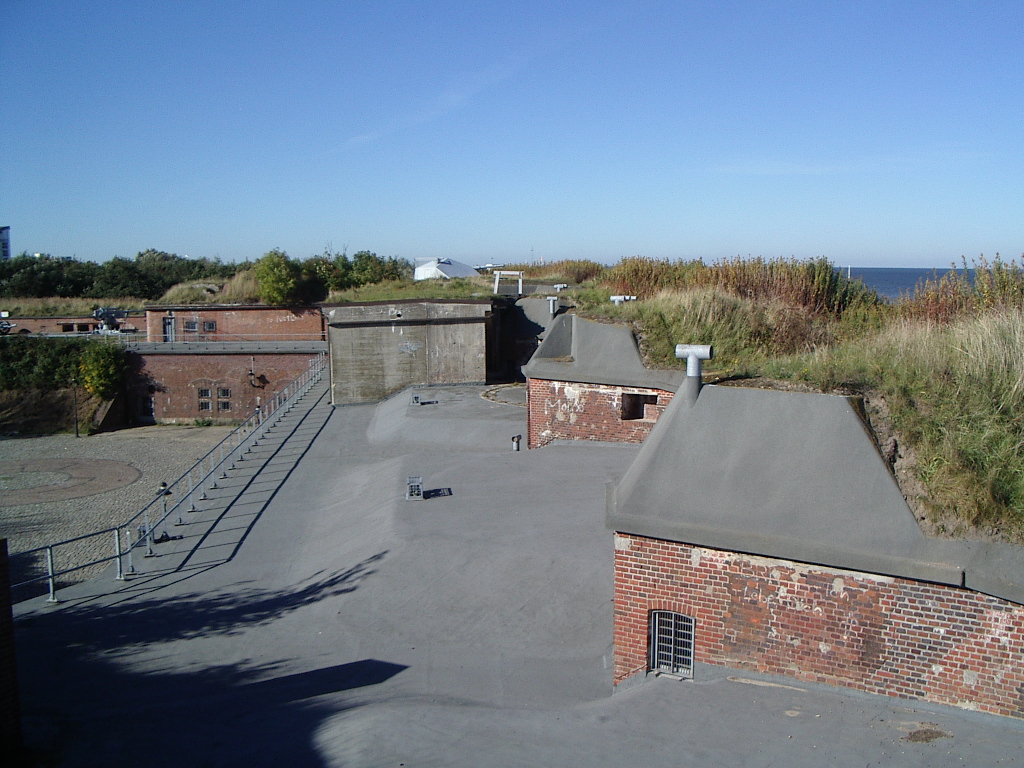
Das Fort Kugelbake beherrscht die strategisch wichtige Landspitze an der Elb- und Wesermündung bei Döse.

Bereits 1872 war aus dem Flecken Ritzebüttel und der Hafensiedlung Cuxhaven die Landgemeinde Cuxhaven gebildet worden. Mehr als die Hälfte der Bevölkerung lebte dort 1880 noch von der Landwirtschaft. Daneben war die Fischerei von wirtschaftlicher Bedeutung sowie Einrichtungen der Kaiserlichen Marine und das schon 1816 gegründete Seebad. Auf der markanten Landspitze bei Döse war 1879 das Fort Kugelbake eingeweiht worden. Ansonsten bildete die Landwirtschaft ganz überwiegend die wirtschaftliche Grundlage im heutigen Kreisgebiet.
Die preußischen Landräte waren „weisungsgebundene Ausführungsorgane“, v. a. mit Polizei- und Verwaltungsfunktionen. Erst seit 1920 gingen die vom Landrat geleiteten Kreisräte aus allgemeinen, geheimen, direkten und gleichen Wahlen hervor. Zuvor waren, nach ostelbischem Vorbild, nur die drei Wahlverbände der größeren ländlichen Grundbesitzer, der Landgemeinden und der Städte an der Wahl der Kreistagsmitglieder beteiligt gewesen. Eine politische Willensbekundung der restlichen (männlichen) Bevölkerungsschichten fand somit praktisch nur in den Reichstagswahlen statt.
Verglichen mit anderen Teilen des Deutschen Reichs wurde erst relativ spät zunächst 1881 von der Unterelbeschen Eisenbahngesellschaft die Bahnlinie Harburg-Cuxhaven (Unterelbebahn) eröffnet, gefolgt 1896 von der Strecke Wesermünde (Lehe)-Cuxhaven. Wie überall erleichterten die Bahnlinien die industrielle Entwicklung der Region. Abgesehen von den Hafenorten Bremerhaven und Cuxhaven entwickelte sich auch in der Umgebung der Fabrik für Portland-Zement in Hemmoor eine neue gesellschaftliche Schicht von Industriearbeitern. Hier entwickelten sich beachtliche sozialdemokratische und gewerkschaftliche Aktivitäten, die auch unter den Landarbeitern Anklang fanden.
Im Jahr 1900 hielt Kaiser Wilhelm II. in Bremerhaven seine viel beachtete Hunnenrede. Im Ausland erweckte sie den verhängnisvollen Anschein despotischer Neigungen und kriegerischen Absichten des Herrschers. 1905 trat die Gemeinde und der Kreis Lehe ihre an die Weser grenzenden Gebiete an Bremerhaven ab, um die Erweiterung des dortigen Hafens zu ermöglichen. Nachdem im selben Jahr die Gemeinde Döse eingemeindet worden war, erhielt der Flecken Cuxhaven 1907 die Stadtrechte. Ein Jahr später wurde der Alte Fischereihafen Cuxhaven mit einem Fischmarkt ausgestattet.
Bei der Reichstagswahl 1912 erhielt die Sozialdemokratische Partei (SPD) fast ein Drittel der Wählerstimmen in der Provinz Hannover. Damit war sie mit Abstand die größte Partei im Land, was sich aber, wegen des preußischen Dreiklassenwahlrechts, nicht in entsprechenden Reichstags-Mandaten niederschlug. Im Elbe-Weser-Dreieck stimmten Bürger- und Bauerntum weitgehend für nationalliberale Repräsentanten des deutschen Staates. Dabei galt ihre Loyalität eher dem Deutschen Reich als dem Königreich Preußen. Die partikularistische antipreußische Welfenpartei, die eine Rückkehr der welfischen Monarchie anstrebte, fand zunächst kaum Anhänger. Ebenso wenig die katholische Zentrumspartei.
Wegen ihrer zunehmenden Bedeutung als Handels- und Industrieplatz und ihres Fischereihafens erhielt die Gemeinde Geestemünde 1913 als kreisfreie Stadt die Stadtrechte. Obwohl der gleichnamige Landkreis nun keinen Hauptort mehr hatte, verblieb die Verwaltung in der Stadt Geestemünde. Ähnliche Bemühungen um die Stadtrechte und die Kreisfreiheit in Lehe wurden durch den Ausbruch des Ersten Weltkrieges erst einmal gestoppt.
In die Vorkriegszeit fallen auch die ersten Anfänge eines Fernsprechnetzes in der Region. Die Vorträge von Ingenieuren der Firma Siemens & Halske weckten erstes Interesse für die Elektrifizierung, selbst unter der skeptischen Landbevölkerung. Aber noch um 1910 soll der Landrat von Neuhaus den motorisierten Straßenverkehr aus dem Kreis verbannt haben, weil die von ihm bevorzugten Reitpferde durch den Lärm erschreckt wurden.

## Erster Weltkrieg
Der Ausbruch des Ersten Weltkriegs erweckte, wie im ganzen Deutschen Reich, und wie praktisch in allen anderen betroffenen Nationen, zunächst einen Rausch patriotischer Begeisterung. Nur wenige ahnten, dass sich das Ende einer Epoche vorbereitete. Viele Landbewohner wurden von den Ereignissen jedoch völlig überrascht und waren eher bestürzt. Sie befanden sich gerade mitten in den Erntearbeiten, die durch die plötzliche Einberufung von Reservisten empfindlich gestört wurden.
Die indirekten Folgen der Kriegshandlungen begannen sich bald auch im heutigen Kreisgebiet auszuwirken: Aus Furcht vor Spionen verstärkte man die Aufgebote von Wachleuten. Um eventuellen britischen Angreifern von See her keine Orientierungshilfe zu geben, entfernte man die Kirchturmspitze in Wremen. Außerdem verstärkte man die Befestigungen an den Küsten. Kreiskrankenhäuser wurden in Lazarette umgewandelt. Die bisherige „Jugendpflege“ wandelte sich in eine Art paramilitärische Ausbildung. In der Landwirtschaft begannen bald die Arbeitskräfte zu fehlen. Der Wegebau und der Ausbau des elektrischen Überland-Netzes geriet ins Stocken, und bald nach Beginn des Krieges wurde südöstlich von Wanna ein Lager für russische Kriegsgefangene errichtet, die bei der Urbarmachung des Ahlenmoores eingesetzt werden sollten. Die ersten Gefallenenmeldungen trafen ein.
Schon 1915 begann sich die Verknappung der Nahrungs- und Futtermitteln bemerkbar zu machen. In Friedenszeiten hatte man geglaubt, dass sich eventuelle Kriegsgegner niemals des völkerrechtlich verbotenen Mittels der Hungerblockade bedienen würden, und hatte deshalb keine Vorsorge getroffen. Die ersten Flüchtlinge aus Ostpreußen wurden einquartiert. Ab August wurden den Bauern russische, französische und belgische Kriegsgefangene zur Verfügung gestellt, um die Feldarbeit zu erledigen. Abends wurden diese wieder in ihre bewachten Gemeinschaftsunterkünfte gesperrt.
Im April 1916 erhielten alle Landräte des Regierungsbezirks Stade streng vertrauliche Rundschreiben: Wegen der „zahlreichen Verluste an Beamten der inneren und allgemeinen Staatsverwaltung“, sowie „aus Rücksicht auf die Finanzlage des Staates sollten sie sich Gedanken über Einsparungsmöglichkeiten“ machen, besonders über die Reduzierung der Landratsämter. Der Otterndorfer Landrat empfahl dazu die Zusammenlegung der Kreise Lehe und Geestemünde, sowie die Zusammenlegung der Kreise Hadeln, Neuhaus und Kehdingen zu einem Kreis „Unterelbe“, mit Verwaltungssitz in Neuhaus. Hierbei befürchtete er nur Schwierigkeiten mit der konservativen Welfenpartei. Diese besaß in Kehdingen einigen Einfluss, da es sich beim alten Land Kehdingen, im Gegensatz zum Land Hadeln, um altwelfische Gebiete handelte. Damals ist aus diesen Plänen nichts geworden, aber in späteren Zeiten wurden solche Ideen immer wieder einmal neu aufgegriffen.
Die Werften in Geestemünde produzierten fast nur noch für den Kriegsbedarf, die Hochseefischerei kam in der minenverseuchten Nordsee praktisch zum Erliegen. Bereits im Dezember 1916 kam es in Lehe zu Plünderungen von Bäckerläden. Steckrüben wurden zum Hauptnahrungsmittel. In den folgenden zwei Jahren nahmen die wirtschaftlichen und moralischen Verfallserscheinungen immer noch zu.

## Weimarer Republik
Das Kaiserreich endete im heutigen Kreisgebiet am 5. und 6. November 1918. In Cuxhaven und in den Unterweserstädten bildeten sich revolutionäre Arbeiter- und Soldatenräte, ohne dass es zuvor zu blutigen Auseinandersetzungen gekommen wäre. Überall hissten meuternde Marinesoldaten rote Fahnen auf den öffentlichen Gebäuden, und in Cuxhaven organisierten sie einen friedlichen Demonstrationszug mit tausenden von Teilnehmern. Von den Städten aus wurden auch in den ländlichen Gebieten revolutionäre Räte eingesetzt. Diese bestanden offiziell bis zu den Kreistagswahlen im Januar 1920, waren aber de facto meist harmlos und wurden von den alten Kräften nur geduldet. Trotz der starken landwirtschaftlichen Prägung der Region saß z. B. in Hadeln kein einziger Bauer im Arbeiter- und Bauernrat. Auch in den Landratsämtern erfolgte kein personeller Wechsel; dennoch fand sich niemand mehr, der ernsthaft die Wiederherstellung der Monarchie betrieben hätte.
Am 11. Januar 1919 rief der mit der politischen Entwicklung in Berlin unzufriedene Arbeiter- und Soldatenrat die „Sozialistische Republik Cuxhaven“ aus. Die Stadt sollte mit dem Amt Ritzebüttel von Hamburg gelöst, und mit den Kreisen Hadeln und Neuhaus zu einer Räterepublik vereinigt werden. Der Arbeiter- und Soldatenrat des Kreises Jork (Altes Land) bekundete seine Bereitschaft der „Republik“ Cuxhaven beizutreten. Unter weniger revolutionären Vorzeichen erwogen aber auch andere Politiker und Kommunalbeamte die Zusammenlegung der Kreise Lehe und Geestemünde mit Bremerhaven. Wieder blieben diese Pläne folgenlos, denn als der Berliner Rat der Volksbeauftragten, also die amtierende sozialdemokratische Reichsregierung, die Unterweserorte militärisch besetzen ließ, und auch der „Republik Cuxhaven“ mit dem Einsatz von Truppen drohte, wurde das revolutionäre Abenteuer nach sechs Tagen beendet.
Bis auf einige radikale Gruppen, wie den neu gegründeten Ortsverbänden der KPD, forderten fast alle politischen Richtungen die Einberufung einer Nationalversammlung. In den folgenden allgemeinen Wahlen zur Weimarer Nationalversammlung, sowie auf Landes-, Kreis- und Gemeindeebene, erhielt der Mehrheitsflügel der SPD (MSPD) im Amt Ritzebüttel mehr als 50 % der gültigen Stimmen. Im Hadler Hochland dominierte von nun an jedoch die konservative Deutschnationale Volkspartei (DNVP), die besonders die Interessen der Großbauern vertrat. Die DNVP stand der Weimarer Republik größtenteils ablehnend gegenüber und unterstützte den so genannten Kapp-Putsch. Im Grunde wünschte man sich die autoritären Strukturen des Kaiserreichs zurück, wenn auch nicht unbedingt den Kaiser. Im Otterndorfer Vorstand befanden sich mehrere höhere Beamte und ein einflussreicher Herausgeber der Lokalpresse. Im Hadler Sietland und in den anderen Kreisen erlangte andererseits bis 1928 die volkstümlichere Deutsch-Hannoversche Partei (DHP) zunehmende Erfolge. Hierbei handelte es sich um die ebenfalls konservative, aber antipreußische Nachfolgerin der Welfenpartei. In dieser Partei, die besonders bäuerliche und kleinhandwerkliche Schichten ansprach, fand sich aber auch ein vager, antisemitisch aufgeladener Groll gegen das liberal-kapitalistische Wirtschaftssystem, von dem sich viele benachteiligt fühlten. So ergaben sich fast überall bürgerlich-bäuerliche Dreiviertel-Mehrheiten gegen die schwache Opposition der SPD.
Der Kapp-Putsch in Berlin und die so genannten Lebensmittelunruhen in den Unterweserstädten sorgten im Frühjahr und Sommer 1920 für Aufregung.
Im selben Jahr wurde die Gemeinde Lehe aus ihrem Kreis ausgegliedert und erhielt die lange angestrebten Stadtrechte. Der Kreis Geestemünde musste die Gemeinde Wulsdorf an die Stadt Geestemünde abgeben. Die verbliebenen Landkreise verloren auf diese Weise einen großen Teil ihrer Bevölkerung und einen Teil ihrer Wirtschaftskraft. Die fast rein agrarischen Kreise Hadeln und Neuhaus hatten in den letzten Jahrzehnten, durch Auswanderung nach Amerika und Abwanderung in die Städte, ebenfalls merklich an Einwohnern verloren.
Erst 1921 wurden die letzten russischen Kriegsgefangenen in ihre Heimat entlassen.

Im Inflationsjahr 1923 gaben die Sparkassen Notgeldscheine heraus, deren Nennwerte bald astronomische Werte erreichten. Schließlich kam es zu täglichen Lohnauszahlungen, und dem Otterndorfer Landrat wurden Dienstwohnungszuschläge in Millionen- später sogar Billionen-Prozent-Höhe abverlangt.
Nach der Umstellung auf die Rentenmark erwuchsen den Marschenbauern, im Gegensatz zu denen auf der Geest, große Schwierigkeiten durch hohe Steuerforderungen. Die Finanzämter hatten u. a. die ständigen Deich- und Wasserlasten zu gering eingeschätzt. Die Verschuldung der Höfe wurde zusätzlich durch Lohnforderungen der Landarbeiter erhöht.
1924 wurden Lehe und Geestemünde zur Stadt Wesermünde zusammengeschlossen. Alt-Bremerhaven blieb beim Land Bremen. Deshalb waren die beiden Stadtteile weitgehend getrennt und die Straßen führten durch das ein anderes Land. Bis 1927 wurden auch noch Schiffdorfer Damm, Weddewarden und ein Teil von Langen eingemeindet.
Bis zur Reichstagswahl 1928 war das Landratsamt in Otterndorf eine Domäne der DNVP gewesen. Die Partei genoss lange Zeit die Unterstützung zahlreicher „nationaler“ Gruppen, wie dem Frontsoldatenbund Stahlhelm, dem Bund Deutscher Osten und dem Bund der Landwirte (BdL), aber auch kirchlicher Gruppen, wie dem Evangelischen Bund. Viele der Mitglieder nahmen die Aktivitäten dieser Gruppen nur als unpolitische Traditionspflege wahr, aber tatsächlich hatten sich einige von ihnen bereits zu radikalisieren begonnen, und entzogen der DNVP die Hilfe. Der BdL war schon aus den Zeiten des Ersten Weltkriegs für seinen kriegerischen Nationalismus, Maßlosigkeit in der Kriegszieldiskussion und für einen Antisemitismus bekannt gewesen. Er schürte nun Ängste vor angeblichen Enteignungsplänen der SPD bei Grundbesitz über 5 Hektar, forderte eine starke Landwirtschaft für ein „Volk ohne Raum“, den Schutz der heimischen Märkte, sowie „Rüstungsparität“ mit dem europäischen Ausland.

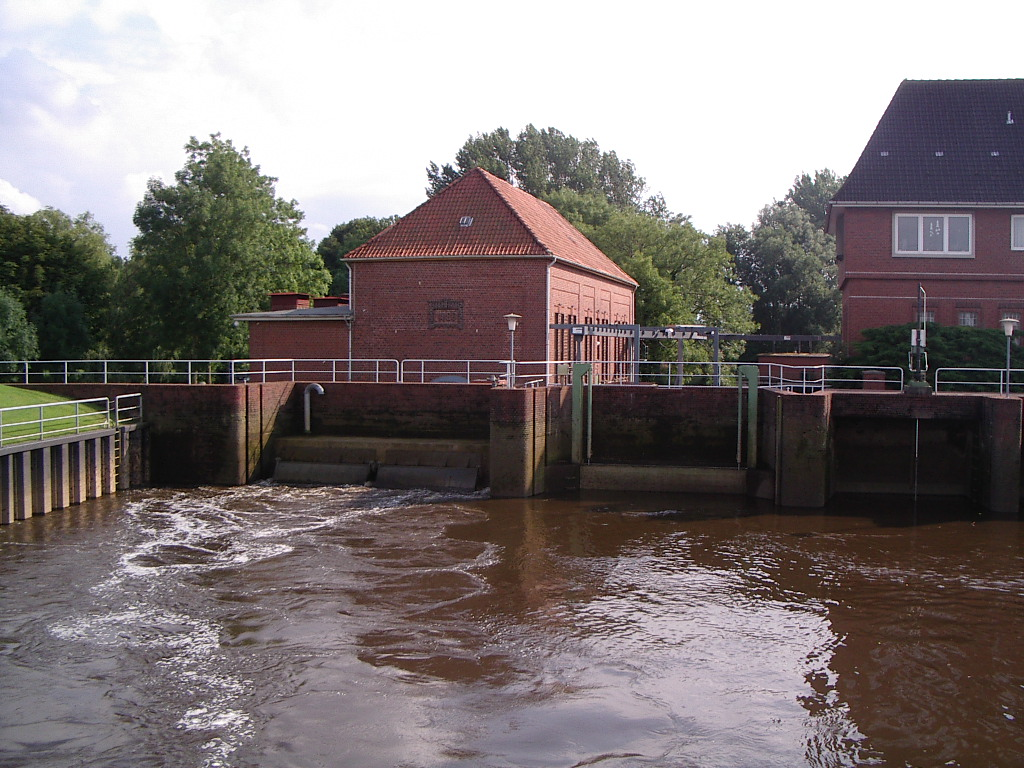
Otterndorfer Schöpfwerk den größte Kreiselpumpe Europas

Auf Grund der Abwanderung ihrer Wähler zu solchen Splittergruppen, unter denen die NSDAP noch keine besondere Bedeutung erlangt hatte, verlor die DNVP in Hadeln die absolute Mehrheit. Durch die Umschichtungen zu Gunsten der SPD wurde nun Hinrich Wilhelm Kopf Landrat in Otterndorf. Obwohl Kopf nur ein Jahrzehnt zuvor Mitglied des Cuxhavener Soldatenrats gewesen war, wurde er jetzt von seinem mehrheitlich konservativen Kreisrat einstimmig nominiert. In seiner Amtszeit wurden das Wester- und Osterende von Otterndorf zu Ortsteilen der Stadt. Vor allem wurde aber das große Schöpfwerk an der Mündung der Medem und des Hadelner Kanals in Betrieb genommen. Den bisherigen, fast alljährlichen Überschwemmungen im Sietland wurde damit endlich ein Ende gesetzt.

## Aufstieg des Nationalsozialismus
Im Laufe der Weltwirtschaftskrise von 1929 begannen die Preise für landwirtschaftliche Produkte zu verfallen. In den frühen 1930er Jahren nahmen die Verluste der landwirtschaftlichen Betriebe, besonders auf der Geest und im Sietland, schließlich aber auch im Hochland, dramatisch zu. Die Massenarbeitslosigkeit in den Städten verschärfte das politische Klima zusätzlich.
Schon 1930 gelang der NSDAP der entscheidende Durchbruch: In Hadeln erlangte sie in den Kreiswahlen ca. 21 % der Stimmen und wurde somit zur stärksten Partei neben der SPD. Besonders enttäuschte Marschenlandwirte hatten sich von der DNVP ab- und der NSDAP zugewandt. Unter den Landarbeitern in den Marschen legte jedoch die SPD weiter zu (ca. 35 % der Stimmen). Auf der Geest, oder im Sietland erlangte die SPD aber nur etwa 6 %, wohl weil dort der Standesunterschied zwischen Bauern und Knechten nie so ausgeprägt war. Die KPD blieb in den ländlichen Gebieten bedeutungslos. Antisemitismus war bei der Wahlentscheidung für die NSDAP nur bedingt von Bedeutung. Man erhoffte sich vor allem eine Verbesserung der eigenen wirtschaftlichen Lage. Allerdings wurde dabei die nach einem Wahlsieg der Nationalsozialisten zu erwartende Verfolgung der verhältnismäßig kleinen jüdischen Minderheit billigend in Kauf genommen. Bisher hatten die meisten Juden als angesehene Viehhändler gelebt.
1931 führte ein verregneter Sommer zum fast völligen Verlust der Ernte im Hadler Sietland. Viele Landwirte sahen sich plötzlich vom Ruin bedroht, da sie kurz zuvor, in Erwartung höherer Ernteerlöse nach dem Bau des Schöpfwerks, neue Kredite aufgenommen hatten. Statt staatlicher Hilfen trafen aber fast nur Nahrungs- und Futtermittel des „Stahlhelm“ ein. Mit Hilfe des freiwilligen Arbeitsdienst (in dem v. a. Arbeitslose aus den Städten Unterschlupf fanden) leistete der „Stahlhelm“ außerdem schnelle Aufräumungs-, Versorgungs- und Ausbesserungsarbeiten. Diese bewirkte einen enormen Prestigegewinn für die, mittlerweile vom „Stahlhelm“ unterstützte, NSDAP. Daneben fand das Versprechen der NSDAP auf „Brechung der Zinsknechtschaft“ ein offenes Ohr.
1932 wurden im Rahmen einer preußischen Verwaltungsreform, nicht ohne Widerstände, die Kreise Hadeln und Neuhaus, ergänzt durch die Leher Gemeinde Altenwalde, zum Landkreis Land Hadeln zusammengefasst. Damit kamen Gebiete zusammen, die bis dahin eine durchaus unterschiedliche politische und gesellschaftliche Entwicklung durchgemacht hatten. Weder im Mittelalter, noch in der Neuzeit, war das Amt Neuhaus, oder die Börde Lamstedt, jemals Teil der historischen Landschaft Hadeln gewesen. Ebenso wurden die Kreise Lehe und Geestemünde zum Kreis Wesermünde zusammengelegt. Dies war insofern einfacher, da sich für die beiden Altkreise schon ein gemeinsames Oberzentrum gebildet hatte, nämlich die zusammenwachsenden Städte an der Geestemündung (Bremerhaven).
Im Wahlkampf für die Reichstagswahl 1932 stellten die verunsicherten bürgerlichen Parteien weiterhin die (staatstragende) SPD als Feindbild hin. Sie imitierten dabei den erfolgreichen Agitationsstil der NSDAP und beschworen die Angst, dass Eigentum, Familie und Christentum auf dem Spiel stünden. Diese Strategie erwies sich jedoch als kontraproduktiv, da sie die Wähler dazu veranlasste, doch gleich für das „Original“ zu stimmen. Die NSDAP erlangte im neuen Kreis Wesermünde die absolute Mehrheit; im Kreis Land Hadeln näherte sie sich der 50 %-Marke. Damit lag sie deutlich über dem Reichsdurchschnitt.
Anders als in den turbulenten Zeiten zu Anfang der Weimarer Republik blieben dieses Mal drei der vier alten Landräte nicht mehr länger im Amt, sondern wurden entweder bald versetzt oder in den Ruhestand geschickt. Nur der altgediente  Walter zur Nieden blieb als Landrat des Kreises Wesermünde bis 1935 im Amt. 1933 arbeitete er sogar für kurze Zeit als Chef der Gestapo im Regierungsbezirk Stade.

## Ausbau der nationalsozialistischen Herrschaft
Nach der Machtergreifung der NSDAP am 30. Januar 1933 wurden vor dem Rathaus Otterndorf die Fahnen des „alten Regimes“ verbrannt. Sofort begann man auch auf Kreisebene das Berufsbeamtentum von „fremdrassigen, ungeeigneten und politisch unzuverlässigen Elementen“ zu säubern. Alle Beamten mussten von nun an einen Ariernachweis erbringen. Bis auf Gemeindeebene hinunter wurden „mit der Idee des Nationalsozialismus verwachsene Männer“ eingesetzt.
Nach den ersten Kreiswahlen im März 1933 gab der Machtwechsel in der Bevölkerung zunächst aber Anlass zu Hoffnung, Befriedigung und Erleichterung. Den verschuldeten Bauern griff man mit Steuererleichterungen, Umschuldungsaktionen, günstigen Krediten und gesicherten Erzeugerpreisen unter die Arme. Um die angestrebte Nahrungsmittel-Autarkie in Deutschland zu erreichen, kam es zu mehreren Anbauprogrammen, und zum Ausbau einer Einheits- und Zwangsorganisation. Der (seit 1935 nicht mehr freiwillige) Arbeitsdienst wurde beim Deichbau und Entwässerungsmaßnahmen eingesetzt. Staatliche Rüstungsaufträge, Kasernenbau, die Anlage von Flugplätzen und Truppenübungsplätzen sorgten bald für Vollbeschäftigung. Alle Arbeiter wurden zwangsweise in der Einheitsgewerkschaft Deutsche Arbeitsfront (DAF) organisiert. Die dabei rasch ansteigende Staatsverschuldung wurde zunächst kaum wahrgenommen.
Die Rolle der Kreistage wurde bald bedeutungslos und die gesamte Verantwortung lag bei der Person des Landrats. Andererseits herrschte zwischen den staatlichen und den Parteiorganen oft ein Kompetenz-Wirrwarr. Bei strittigen Fragen konnte dann immer nur die jeweils höhere Instanz endgültige Entscheidungen treffen.
Nachdem 1935 die Orte Groden, Wester- und Süderwisch, Stickenbüttel, Duhnen, Neuwerk und Teile von Sahlenburg in die Stadt Cuxhaven eingemeindet worden waren, erfolgte 1937 eine weitere große Gebietsreform. Im Rahmen des Groß-Hamburg-Gesetzes kam es zum Austausch von preußischen und hamburgischen Gebieten. Cuxhaven wurde preußisch und kreisfrei. Das vorher zu Cuxhaven gehörige Amt Ritzebüttel fiel an den Kreis Land Hadeln.
1939 wurde auch die Stadt Bremerhaven zum Stadtteil der preußischen Stadt Wesermünde, nunmehr eine Großstadt. Sehr zum Missfallen der Wesermünder verblieb das Hafengelände weiterhin bei Bremen. Die oldenburgische Exklave Landwürden wurde nicht angetastet.

## Zweiter Weltkrieg
Die die systematischen Kriegsvorbereitungen der letzten Jahre zeigten Wirkung. Von Beginn an gehörte die Verdunkelung (Abdunkeln von Fahrzeugscheinwerfern und Fenstern, Ausschalten der Straßenbeleuchtung) zum Alltag.
Nach allerlei dienstlichen Schwierigkeiten und peinlichen Zwischenfällen nahm der Parteigenosse und SA-Angehörige Erich Hasse 1939 seinen Abschied als Landrat des Kreises Land Hadeln. Er wurde durch den Verwaltungsjuristen Ernst Klemeyer ersetzt. Allerdings wurde dieser, wie viele andere Kreisbedienstete, bald zum Militärdienst eingezogen und war in den folgenden Jahren kaum im Kreis anwesend. Um zu verhindern, dass der Landrat von Wesermünde Theodor Mahler in dieser Zeit die Amtsgeschäfte wahrnähme, übertrug er dem Leiter der Bremervördener Kreisverwaltung, Freiherr Schenck zu Schweinsberg die Vertretung. 1943 wurde letzterer durch den kriegsversehrten Regierungsrat Waldemar Büning ersetzt.
Ab 1942 wirkte sich das Kriegsgeschehen immer stärker auf die wirtschaftliche Lage aus: Lebensmittel, Haushaltsgeräte und Baustoffe waren für viele nur noch über Bezugsscheine zu bekommen. Da viele Bauernsöhne zum Wehrdienst eingezogen wurden, und sehr viel öfter als im Ersten Weltkrieg, niemals wiederkehrten, mussten die Höfe von den zurückgebliebenen Alten und Frauen bewirtschaftet werden. Die dabei eingesetzten Zwangsarbeiter und Kriegsgefangenen wurden in der Regel menschlich behandelt, da man auf ihre Arbeitskraft angewiesen war. Es gab aber auch Fälle von Misshandlungen.
Nach den schweren Luftangriffen auf Hamburg im Juli/August 1943 (→ Operation Gomorrha) mussten Tausende von Ausgebombten untergebracht werden. Abgesehen von gelegentlichen Angriffen von Tieffliegern (oft auf einzelne Passanten oder Bauern bei der Feldarbeit) und den Notabwürfen alliierter Bomber, die sich auf dem Rückflug von den großen Hafenstädten ihrer überzähligen Bomben entledigten, blieben die ländlichen Gebiete jedoch von Kampfhandlungen verschont.
Nach dem massiven Luftangriff auf Wesermünde (Bremerhaven) am 18. September 1944, dem große Teile der Stadt zum Opfer fielen, mussten in der Umgebung Unterkünfte für Tausende von Ausgebombten beschafft werden. Zur selben Zeit trafen die ersten Wellen von Flüchtlingen und Vertriebenen aus den deutschen Ostgebieten ein (→ Flucht und Vertreibung Deutscher aus Mittel- und Osteuropa 1945–1950). Auch Kreisbewohner verschwanden in den Konzentrationslagern, und im Laufe des Jahres 1944 kam es auch hier zu Hinrichtungen von Bürgern, die sich abfällig über das Regime geäußert hatten. Man weiß, dass um 1900 etwa 300 gläubige Juden in den Kreisen Lehe und Wesermünde gelebt haben. Seit 1816 existierte eine Synagoge in Ritzebüttel. Am Ende des Krieges war die Region des heutigen Kreises „judenfrei“.
Bis zuletzt wurden im Kreisgebiet Panzersperren und Erdbefestigungen zur Verteidigung angelegt, die aber oft von der Bevölkerung heimlich wieder entfernt wurden. Alte Männer und Jugendliche wurden zum Volkssturm aufgestellt. Zurück flutende deutsche Truppen und zehntausende Flüchtlinge strömten in den Kreis. Aber noch am 21. März 1945 versah Landrat Mahler eine Akte mit dem Vermerk: „Wieder vorzulegen nach dem Sieg“ Der amtierende Landrat Büning hingegen konnte, unter erheblichem persönlichen Risiko, einige sinnlose Zerstörungen verhindern, wie die Sprengung der Ostebrücke bei Hechthausen. Die von Süden und Südosten heranrückende britische Front lag bei der Kapitulation am 4. Mai auf der Linie Lintig-Kührstedt-Köhlen. Bederkesa hatte noch unter Tiefflieger- und Artilleriebeschuss gelegen. Am 8. Mai 1945 trat die bedingungslose Kapitulation der Wehrmacht in Kraft.

## Nachkriegszeit
Nach dem Einmarsch britischer Panzerverbände wurde sofort ein nächtliches Ausgehverbot für die Bevölkerung verhängt. Als erstes wurden die politischen Leiter verhaftet und interniert. Alle leitenden Beamte und Bürgermeister wurden in mehreren Wellen durch Personen ersetzt, die nicht Mitglied der NSDAP gewesen sein durften. Wegen seines mutigen und umsichtigen Verhaltens wurde Landrat Büning jedoch in seinem Amt belassen. Die britischen Besatzer benahmen sich der Bevölkerung gegenüber im Allgemeinen korrekt, kühl und sachlich. Manche der befreiten Kriegsgefangenen und Zwangsarbeiter jedoch bewaffneten sich und drangsalierten die Bauern, bei denen sie hatten arbeiten müssen. Abgesehen von den Flüchtlingen aus Ostdeutschland drängten sich in den Dörfern auch die deutschen Soldaten, die sich in den letzten Kriegswochen hierher zurückgezogen hatten, denn auf Anordnung der Briten durften sie die Gegend zunächst nicht verlassen.
Im ersten Jahr nach der Kapitulation nahm die Einquartierung von Flüchtlingen zu. Dennoch litt die Landbevölkerung längst nicht so unter der Nahrungsmittelknappheit, wie die Städter, die auf Zuteilungen, oder den Schwarzmarkt angewiesen waren.
Bald erkannte die Besatzungsmacht, dass ihre ursprüngliche Absicht, alle NSDAP-Mitglieder von der öffentlichen Arbeit auszuschließen, nicht zu realisieren war. Daraufhin wurden Entnazifizierungs-Kommissionen eingerichtet, die die persönliche Belastung eines jeden Verantwortungsträgers beurteilen sollten, bevor er eventuell wieder in seine Beschäftigung zurückkehren konnte. Als erzieherische Maßnahme mussten viele ehemalige Parteigenossen zwangsweise die Panzersperren und Erdarbeiten beseitigen. Daneben legte man aber auch Wert auf Übungen in demokratischem Denken und Handeln. Durch Ernennung von Gremien auf Gemeinde- und Kreisebene wurde das vorherige „Ein-Mann-Prinzip“ zur Entscheidungsfindung aufgehoben.
Mit Billigung der Besatzer wurden die alten demokratischen Parteien neu gegründet. Im Oktober 1946 gab es bereits wieder gewählte Kreistage. Die wiederbegründete SPD dominierte nur im kreisfreien Cuxhaven. In den beiden Landkreisen blieb sie aber, als ob seit den Zeiten der Weimarer Republik nichts geschehen wäre, in der Minderheit. Ebenso verschwand die KPD bald wieder. Sichere Mehrheiten erlangte stattdessen die Niedersächsische Landespartei, später umbenannt in Deutsche Partei (DP). Hierbei handelte es sich, wie gehabt, um die Nachfolgepartei der welfisch-antipreußischen DHP. Sie forderte vor allem den freien Zusammenschluss der welfischen Landschaften zu einem Land Niedersachsen. (In den späteren Jahren der gefestigten Demokratie wanderten die meisten Wähler der DP, sowie auch einige ihrer Politiker, zur CDU ab.) Letztendlich behielt sich die britische Militär-Regierung aber bis 1947 in allen Belangen die endgültige Entscheidung vor.
Nach der Auflösung Preußens fand am 1. November 1946 durch Verordnung der britischen Militär-Regierung die Gründung des Landes Niedersachsen statt. Erster Ministerpräsident wurde der ehemalige Hadler Landrat Hinrich Wilhelm Kopf (SPD).
Die Funktionen der Landräte gingen (nach jahrhundertealter englischer Verwaltungstradition) größtenteils auf das neu geschaffene Amt des Oberkreisdirektors über. Dieser war fortan Mittler zwischen der Landesbehörde und der Kreisbevölkerung und repräsentierte den Kreis nach außen. Der Landrat war danach nur noch, als „Erster unter Gleichen“, Mitglied des Kreistages, der die eigentliche kommunale Verwaltung betrieb, und sein Amt wurde ehrenamtlich.
Den deutschen Vertretern fehlte zuweilen jedoch das Verständnis für solche, ihrer Meinung nach, zweitrangigen Projekte, im Angesicht der zu bewältigenden Notlage, wie eklatanter Wohnungsmangel und Flüchtlingselend. In den ländlichen Gebieten war man beinahe wieder in vorindustrielle Zeiten zurückgefallen. Geld hatte seinen Wert fast verloren. Das wenige, was man nicht selbst produzieren konnte, wurde gegen Lebensmittel eingetauscht. Man heizte mit getrocknetem Torf, das Dunkel erhellten nur Stalllaternen. Man rauchte selbstgezogenen Tabak, brannte schwarz und schlachtete auch so.
Anfang 1947 wurde die Stadt Wesermünde in das Land Bremen eingegliedert und in Bremerhaven umbenannt. Trotzdem verblieb der Verwaltungssitz des niedersächsischen Kreises Wesermünde in der neuen Stadt.
Im Rahmen der Währungsreform von 1948 wurde auch die bisher immer noch herrschende Zwangswirtschaft weitgehend abgebaut. Viele Verbrauchsgüter waren plötzlich frei verkäuflich, und auch erhältlich. Für die öffentliche und private Wirtschaft bedeutete dies aber zunächst, dass viele Güter auch erheblich teurer wurden. Einsparungen in den Verwaltungskosten der Kreise, aber auch Steuererhöhungen und Kreditaufnahmen, wurden nötig. Die Heimkehrer aus Kriegsgefangenschaft bekamen die nun einsetzende Geldknappheit beim Soforthilfeamt zu spüren. Die Einlagen der Sparkassen schmolzen von einem Tag auf den anderen zu einem Bruchteil zusammen. So waren sie nicht mehr in der Lage die lokale Wirtschaft mit Krediten zu unterstützen. Im privaten Sektor kam es zu vermehrten Entlassungen und zu einem Anstieg der Arbeitslosigkeit.
Am 24. Mai 1949 trat das Grundgesetz der Bundesrepublik Deutschland in Kraft. Bei der Wahl zum ersten Bundestag, am 14. August desselben Jahres, wurde im Wahlkreis 10, der deckungsgleich mit dem heutigen Landkreis war, ein Kandidat der SPD direkt gewählt. Über die Landesliste gelangte zusätzlich ein Kandidat der DP aus dem Wahlkreis in den Bundestag. Verglichen mit späteren Wahlen war die Beteiligung mit 72 % nicht sehr hoch. Besonders die noch nicht wirklich heimisch gewordenen Flüchtlinge zögerten, an der politischen Meinungsbildung teilzunehmen.

Am 21. September endete im Gebiet die Tätigkeit der Militär-Regierung.
Anfang 1951 kam es zu Hochwasserkatastrophen im Hadler Sietland, bei Lüdingworth und in der Gegend um den Balksee, besonders weil das Otterndorfer Schöpfwerk ausgefallen war. Ebenso machten sich in dieser Zeit ungewöhnlich hohe Sturmflutpegel bemerkbar.
1951 wurde der ehemalige Hadler Landrat Klemeyer Oberkreisdirektor in Wesermünde. 1954 trat der ehemalige Hadler Landrat Büning dasselbe Amt im Kreis Land Hadeln an.

## Wiederaufbau
In den 1950er Jahren waren die Probleme der schieren Existenzsicherung einigermaßen gelöst. Durch Schulerweiterungen und zusätzliche Lehrerstellen war ein erträglicher Alltag für die, durch Zuwanderung (Flüchtlinge) und Geburtenüberschuss um mehr als die Hälfte gestiegene, Zahl der Schüler erreicht worden. Die Kreisbauämter förderten durch Hergabe eigener Mittel, sowie Beschaffung von Landesmitteln und ersten Hypotheken, den Bau von Wohnungen und Eigenheimen.
Anfang der 1950er nahm man ebenfalls die Urbarmachung eines der letzten verbliebenen Hochmoore in Niedersachsen, des Ahlenmoors, in Angriff. Dahinter stand die Absicht, neue Bauernstellen für die Vertriebenen zu schaffen, die meist ebenfalls aus ländlichen Gebieten stammten. Damals hätte sich wohl noch niemand träumen lassen, dass eines Tages ausgerechnet die landwirtschaftliche Überproduktion zu einem der größten Probleme des Kreises werden würde. Das restliche Moor wurde, bis auf wenige kleine Schutzgebiete, zur industriemäßigen Abtorfung freigegeben.
Schon wenige Jahre später machte sich aber bereits ein erwachendes Umweltschutz-Bewusstsein bemerkbar, als es gelang, die britischen Übungs-Bombenabwürfe auf den Großen Knechtsand vor der Wurster Küste zu stoppen. Dieses wichtige Rast- und Mausergebiet für Brandgänse und andere Seevögel wurde 1957 als größtes deutsches Naturschutzgebiet ausgewiesen.
Ende der 1950er Jahre wurden auch in entlegenen Kreisteilen Wasser- und Stromleitungen verlegt. Im Rahmen des „Grünen Plans“ wurde das Wegenetz verbessert.
Obwohl die verheerende Sturmflut vom 16. und 17. Februar 1962 den höchsten jemals gemessenen Pegelstand erreichte, und in Hamburg viele Todesopfern forderte, hielten die Deiche im Kreisgebiet. Neben den einheimischen Deichverbänden nahmen auch Freiwillige Feuerwehr, Bundeswehr-Soldaten, Polizei-Beamte und das Technische Hilfswerk an der dramatischen Verteidigung der Deiche Teil. Die entstandenen Schäden konnten rasch behoben werden.
Die Lebensverhältnisse auf dem Land begannen sich denen in der Stadt immer mehr anzugleichen. Es wurden in großem Umfang neue Schulen gebaut. Die meisten Flüchtlinge waren nach und nach in die Städte abgewandert, auch in andere Teile Deutschlands, wie das Ruhrgebiet. Wegen des zunehmenden Einsatzes von Maschinen in der Landwirtschaft, aber auch wegen der Aufgabe vieler kleinerer Betriebe, mussten sich immer mehr Einheimische einen Arbeitsplatz in Cuxhaven oder Bremerhaven suchen. Andererseits zogen in den 1960er Jahren auch viele Städter wieder zurück auf die Dörfer, um sich dort eine Wohnung „im Grünen“ zu mieten, oder ein eigenes Haus zu bauen. Das dadurch gewandelte Erscheinungsbild mancher Dörfer, die sich so in Pendlervororte verwandelten, wurde nicht von jedem als Verbesserung empfunden.

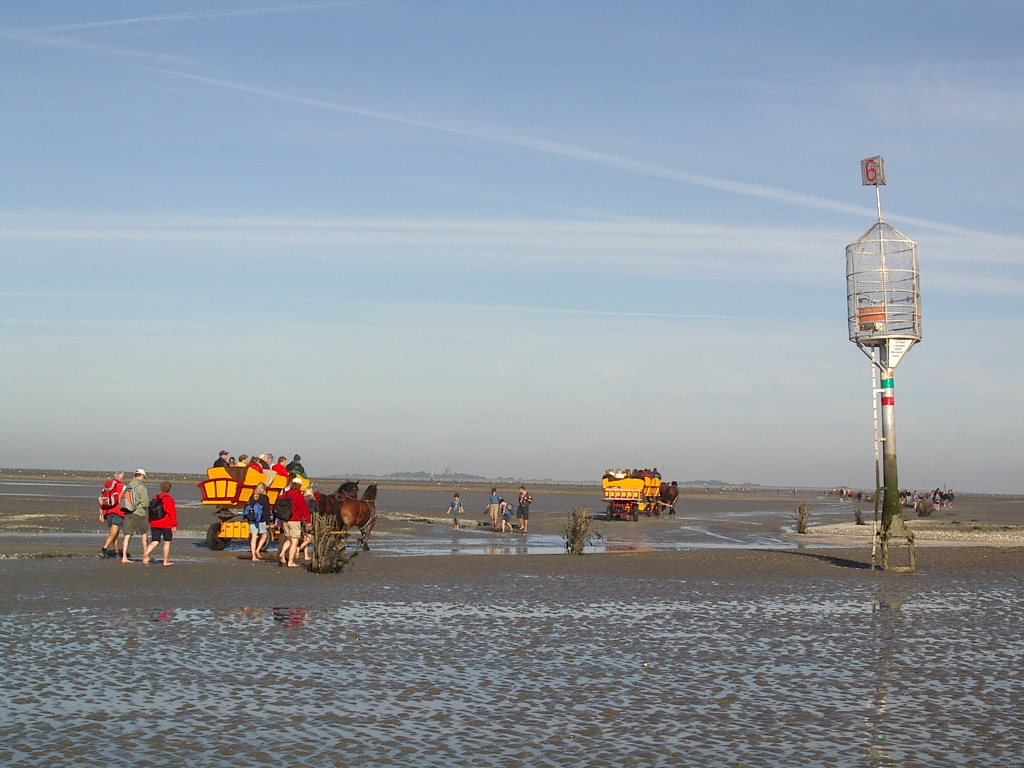
Wattwagen mit Tagestouristen im Sahlenburger Watt bei Cuxhaven, auf dem Weg zur Insel Neuwerk.

In den 1960er Jahren entwickelte sich auch der Tourismus zu einem wachsenden Wirtschaftsfaktor in der Region „Cuxland“. Davor war er nur im Seebad Cuxhaven von Bedeutung gewesen.
1969 schied Oberkreisdirektor Klemeyer aus dem Amt und 1971 ebenfalls Oberkreisdirektor Büning. Bis zum Abschluss der Gebietsreform übernahm im Kreis Wesermünde der bisherige stellvertretende Oberkreisdirektor Jürgen H. Th. Prieß das Amt; im Kreis Land Hadeln Torsten Quidde, zuletzt Kommunaldezernent bei der Osnabrücker Bezirksregierung.

## Gebietsreform
Bereits 1966 hatte die Niedersächsische Landesregierung die nach ihrem Leiter Werner Weber benannte Weber-Kommission eingesetzt, um die Verbesserungsmöglichkeiten in der Verwaltungs- und Gebietsstruktur des Landes zu prüfen. Das Schlussgutachten von 1969 löste jedoch heftige, zum Teil parteitaktisch motivierte, Diskussionen im Land aus. Die Zahl der bestehenden Landkreise und der kreisfreien Städte sollte um etwa die Hälfte reduziert werden. Da die Widerstände auf der Landesebene unüberwindlich schienen, begann man mit der Reform zuerst bei den schwächsten Gliedern, den Gemeinden.
Als 1970 und 1971 die Gemeinden Sahlenburg, Holte-Spangen und Berensch-Arensch aus dem Landkreis Land Hadeln ausgegliedert und der Stadt Cuxhaven einverleibt wurden, geschah dies mit aktiver Unterstützung des Landkreises. Als dieser aber schon zwei Jahre später gezwungen wurde, auch noch die Gemeinde Altenwalde und die althadler Gemeinden Altenbruch und Lüdingworth an die Stadt abzutreten, geschah dies gegen den Willen des Landkreises.
Auch im Landkreis Wesermünde kam es 1974 zu Neuordnungen: Die seit dem Mittelalter bestehende Exklave Landwürden wurde dem Landkreis angegliedert und mit Kirchwistedt, Ahe und Altwistedt ebenfalls Teile des Landkreises Bremervörde. Wesermünde musste dagegen die Gemeinden Axstedt und Lübberstedt an den Landkreis Osterholz abgeben. Besonders der Zusammenschluss der Räume Spaden und Schiffdorf über die Geeste hinweg sowie der Zusammenschluss des ländlichen Neuenwalde mit der Stadtrandgemeinde Langen erregten wenig Begeisterung unter den Betroffenen.
Während in anderen Teilen Niedersachsens die Gebietsreform nun abgeschlossen war, zog sich hier das unerquickliche Gezerre noch einige Jahre hin. Die ursprünglichen Vorschläge der Weber-Kommission waren 1977 längst überholt. Diese hatte sich in einem Diskussionsentwurf zunächst für einen Landkreis Cuxhaven-Hadeln-Wesermünde ausgesprochen, da dies die Aufgaben im Bereich des Küstenschutzes an der Elbe vereinfacht hätte. Im endgültigen Gutachten wurde dieser Zuschnitt von der Kommission jedoch revidiert und als nachteilig aufgefasst, da das Siedlungsband Cuxhaven-Bremerhaven-Bremen nicht durch mehrere Kreise zerschnitten werden sollte. Daher wurde ein Zusammenschluss der Landkreise Wesermünde und Osterholz mit der Stadt Cuxhaven und der westlichen Hälfte des Landkreises Land Hadeln erwogen. Bremerhaven sollte Amtssitz werden, obwohl es zu Bremen gehörte und heute immer noch gehört. Der restliche Landkreis Land Hadeln sollte mit dem Landkreis Stade mit dem Sitz in Stade zusammengelegt werden. Als dann jedoch die Landesregierung vorschlug, statt Bremerhaven Osterholz-Scharmbeck zum Kreissitz zu machen, war man in Wesermünde ziemlich unzufrieden. Die Stadt Cuxhaven war andererseits bemüht, ihren Status als kreisfreien Stadt zu erhalten. Im Landkreis Land Hadeln hingegen waren sich die Fraktionen je nach parteipolitischer Ausrichtung nicht einig, ob der Landkreis besser an Wesermünde oder Stade angegliedert werden sollte. Eine Teilung des Landkreises kam aber für niemanden in Frage.
Die nicht ausschließlich negative Wirkung der Unstimmigkeiten führte dazu, dass sich die Kreisverwaltungen gedrängt fühlten, rasch einige lang gehegte Projekte durchzuführen, so lange sie noch existierten. Man richtete Büchereien und psychologische Beratungsstellen ein, baute Schulzentren aus, richtete historische Bauten zu Museen her, baute Brücken und Altenheime, restaurierte alte Windmühlen etc.
Um die Gebietsreform abzuschließen, waren im Ganzen acht Gesetze notwendig. Schließlich wurden mit Wirkung vom 1. August 1977 die Landkreise Land Hadeln und Wesermünde mit der kreisfreien Stadt Cuxhaven zum Landkreis Cuxhaven zusammengelegt. Amtssitz wurde Cuxhaven. Jürgen H. Th. Prieß blieb als neuer Oberkreisdirektor des vergrößerten Landkreises im Amt, das er insgesamt von 1977 bis 1992 innehatte.

## Landräte und Oberkreisdirektoren des Landkreises Cuxhaven und seiner Vorgängerkreise seit 1885
Von 1885 bis 1932 bestanden auf dem Gebiet des heutigen Landkreises Cuxhaven neben der kreisfreien Stadt Cuxhaven die Landkreise Geestemünde, Lehe, Hadeln und Neuhaus a.d. Oste. 1932 wurden die Kreise Lehe und Geestemünde dann zum Landkreis Wesermünde zusammengelegt und die Kreise Neuhaus a.d. Oste und Hadeln zum Kreis Land Hadeln. Im Rahmen der niedersächsischen Gebiets- und Verwaltungsreform wurden dann 1977 die Kreise Wesermünde und Land Hadeln mit der kreisfreien Stadt Cuxhaven zum Landkreis Cuxhaven zusammengeschlossen. Die Landräte waren von 1885 bis 1946 als Hauptverwaltungsbeamte Leiter der Kreisverwaltung, ab 1946 bis 2004 gab es dann eine sog. Doppelspitze aus dem Oberkreisdirektor als Hauptverwaltungsbeamten und einem nur noch ehrenamtlichen Landrat (Vorsitzender des Kreistags) mit allein repräsentativen Aufgaben. Seit 2004 sind beide Funktionen wieder im Amt des Landrats zusammengefasst. Landräte und Oberkreisdirektoren dieser Kreise waren:

### Landräte (Hauptverwaltungsbeamte) des Kreises Geestemünde (1885–1932)
- Ludwig Brandt (1885–1891)
- Albert Dyes (1891–1910)
- Leopold Rademacher (1910–1929)
- Walter zur Nieden (1929–1932)

### Landräte (Hauptverwaltungsbeamte) des Kreises Lehe (1885–1932)
- Eduard Geiger (1885–1917)
- Theodor Pieschel (1918–1932)

### Landräte (Hauptverwaltungsbeamte) des Kreises Hadeln (1885–1932)
- Alexander Sostmann (1885–1898)
- Friedrich Bayer[1] (1898–1928)
- Hinrich Wilhelm Kopf (1928–1932)

### Landräte (Hauptverwaltungsbeamte) des Kreises Neuhaus a.d. Oste (1885–1932)
- Friedrich Wilhelm von Loebell (1885–1889)
- Ernst Schepp (1889–1894)
- Otto Heidborn (1894–1905)
- John Henry George Freiherr von Schröder (1905–1917)
- Eugen Naumann (1917–1918)
- Erich Knöpfler (1918–1932)

### Landräte (Hauptverwaltungsbeamte) des Landkreises Wesermünde (1932–1946)
- Walter zur Nieden (1932–1935)
- Theodor Mahler (1935–1945)
- Ludwig Arps (1945–1946)

### Landräte (Hauptverwaltungsbeamte) des Kreises Land Hadeln (1932–1946)
- Benno Eide Siebs (1932–1933)
- Erich Hasse (1933–1939)
- Ernst Klemeyer (1940–1945)
- Heinrich Meyer (1945–1946)

### Oberkreisdirektoren (Hauptverwaltungsbeamte) des Landkreises Wesermünde (1946–1977)
- Ludwig Arps (1946–1951)
- Ernst Klemeyer (1951–1969)
- Jürgen H. Th. Prieß (1969–1977), anschließend Oberkreisdirektor des Nachfolgekreises Cuxhaven (1977–1992)

### Ehrenamtliche Landräte (Vorsitzende des Kreistags) des Landkreises Wesermünde (1946–1977)
- Rudolf Böhm (1946)
- Theodor Allmers (1946–1952)
- Martin Döscher[2] (1952–1972)
- Hinrich Schniedewind (1972–1977)

### Oberkreisdirektoren (Hauptverwaltungsbeamte) des Kreises Land Hadeln (1946–1977)
- Peter Christian Graf von Kleist Retzow (1946–1947)
- Georg Bobrowski (1947–1954)
- Waldemar Büning (1954–1971)
- Torsten Quidde (1971–1977)

### Ehrenamtliche Landräte (Vorsitzende des Kreistags) des Kreises Land Hadeln (1946–1977)
- Heinrich Meyer (1946–1948)
- Heinrich Küver (1948)
- Ernst August von der Wense (1948–1966)
- Otto Peschel (1966–1968)
- Helmut Grube (1968–1977)

### Oberkreisdirektoren (Hauptverwaltungsbeamte) des Landkreises Cuxhaven (1977–2004)
- Jürgen H. Th. Prieß (1977–1992), zuvor bereits Oberkreisdirektor des Vorgängerkreises Wesermünde (1969–1977)
- Johannes Höppner (1992–2004)

### Ehrenamtliche Landräte (Vorsitzende des Kreistags) des Landkreises Cuxhaven (1977–2004)
- Martin Steffens (1977–1991)
- Martin Döscher (1991–2004)

### Landräte (Hauptverwaltungsbeamte) des Landkreises Cuxhaven seit 2004
- Kai-Uwe Bielefeld (2004–2022)
- Thorsten Krüger (2023–)

## Abtretungen des Kreises Land Hadeln an die Stadt Cuxhaven
Am 1. Juni 1970 wurden die Gemeinden Holte-Spangen und Sahlenburg abgetreten. Am 1. Februar 1971 kam Berensch-Arensch zur Stadt Cuxhaven. Altenbruch, Altenwalde und Lüdingworth folgten am 1. Juli 1972.